# Calyptrogyne tutensis
Calyptrogyne tutensis är en enhjärtbladig växtart som beskrevs av Andrew James Henderson. Calyptrogyne tutensis ingår i släktet Calyptrogyne och familjen Arecaceae.
Artens utbredningsområde är Panama. Inga underarter finns listade i Catalogue of Life.